# Metastachydium
Metastachydium  é um gênero botânico da família Lamiaceae.

## Espécie
Metastachydium sagittatum

## Nome e referências
Metastachydium Airy Shaw ex C.Y. Wu & H.W. Li, 1975